# リアライト
リアライトは、2016年10月19日に結成された日本の女性アイドルグループ。

## 沿革
週に1,2回行われたライブでは、必ず漫才・モノマネなどのトークをMC中に披露していた。
数々のライブや経験を得た後、2016年10月19日、「本気で輝きトップを目指していくユニット」というコンセプトからグループ名「本気（リアル）＋光る（ライト）を掛けて、 "リアライト"  」でデビュー。
2017年2月9日（木）にリアライト初となるワンマンライブ【本気で光るまでの道のり第一章】が渋谷RUIDO K2にて行われ、手売りチケットを完売させ、ワンマン当日は動員約100人を記録。
またワンマンチケット購入特典としてリアライト初となるCD『閃光花火』を配布した。2017年2月11日（土）にメンバーのひかるが脱退。
2017年3月1日（水）に明音が加入。と同時に新衣装、メンバーの名前表記が漢字（『ゆき→柚杞』『さくら→咲花』『ゆーみ→優美』）になり新体制を披露した。
2017年5月より、毎週月曜日にはリアライト単独イベント（メンバーと会話を楽しみながら楽しめる企画）が行われている。内容は毎回メンバーが考え、過去には カラオケ・運動会・総会など行われている。
2017年5月3日（水）に胡桃が加入。
2017年6月12日（月）にリアライト2回目のワンマンライブ【鈴鳴りし日向に集ふ藤璃の葉】が新宿Zirco Tokyoにて行われ、この日を持って咲花が卒業した。
2017年8月15日（火）に原宿アストロホールにてリアライト3rd単独舞い芝居（ワンマンライブ）【未来へ続く光跡の道】が開催。
2017年11月7日のワンマンライブをもって活動休止。

## メンバー
| 名前           | 担当カラー     | 誕生日  | 血液型 | 身長  | 加入日             |
| -------------- | -------------- | ------- | ------ | ----- | ------------------ |
| 柚杞（ゆき）   | 向日葵色（黄） | 1月31日 | Ｏ型   | 161cm | 2015年9月16日(水)  |
| 優美（ゆうみ） | 紅葉色（赤）   | 6月18日 | Ａ型   | 149cm | 2016年8月10日(水)  |
| 明音（あかね） | 鈴蘭色（白）   | 11月5日 | Ａ型   | 156cm | 2017年3月1日（水） |
| 胡桃（くるみ） | 瑠璃色（青）   | 9月11日 | Ｂ型   | 157cm | 2017年5月3日（水） |

## 旧メンバー
| 名前           | 担当カラー | 誕生日  | 活動期間                                 |
| -------------- | ---------- | ------- | ---------------------------------------- |
| ひかる         | ぴんく     | 6月24日 | 2016年8月30日（水）～2017年2月11日（土） |
| 咲花（さくら） | 藤色（紫） | 3月7日  | 2016年8月10日（水）～2017年6月12日（月） |

## 主要ライブ

### ワンマンライブ
- リアライト1stワンマンライブ【本気で光るまでの道のり第一章】（2017年2月9日（木） 渋谷RUIDO K2）
- リアライト2ndワンマンライブ【鈴鳴りし日向に集ふ藤璃の葉】（2017年6月12日（月） zirco tokyo）
- リアライト3rdワンマンライブ【未来へ続く光跡の道】（2017年8月15日（月）　原宿アストロホール）

### 定期公演
- リアライト単独イベント

→毎週月曜日、メンバー考案企画の単独イベントが行われていた。

## 楽曲
| 楽曲名                             | 作詞             | 作曲             |
| ---------------------------------- | ---------------- | ---------------- |
| stand up!                          | Yusaku Nishiyama | Yusaku Nishiyama |
| 思い出はセンチメンタル             | Yusaku Nishiyama | Yusaku Nishiyama |
| 恋の呪文ぱるちゃ～                 | Yusaku Nishiyama | Yusaku Nishiyama |
| 閃光花火                           | 柚杞（ゆき）     | Yusaku Nishiyama |
| 情熱ナナドニブ                     | Yusaku Nishiyama | Yusaku Nishiyama |
| my generation                      | 柚杞（ゆき）     | Yusaku Nishiyama |
| オレのこだわりいちご               | Yusaku Nishiyama | Yusaku Nishiyama |
| トラストブロッサム                 | Yusaku Nishiyama | Yusaku Nishiyama |
| ミラクルきゅうり～未来を切る胡瓜～ | 柚杞（ゆき）     | Yusaku Nishiyama |